# 驚爆危機！戰鬥的Who Dares Wins
《驚爆危機！戰鬥的Who Dares Wins》是改編自賀東招二科幻小說《驚爆危機》的策略游戏。遊戲由B.B.Studio開發，萬代南夢宫娛樂於2018年5月發行日本版和台灣繁體中文版。遊戲對應PlayStation 4平台，是驚爆危機系列首款獨立遊戲機遊戲。遊戲情節基於系列動畫《驚爆危機！Invisible Victory》，圍繞傭兵相良宗介和高中生千鳥要展開。

## 外部連結
- 官方网站 （日語）